# Šćitna
Šćitna je nenaseljeni otok u  Kornatskom otočju.
Njegova površina iznosi 0,318 km². Dužina obalne crte iznosi 2,56 km.

## Vanjske poveznice
|  | Zajednički poslužitelj ima još gradiva o temi Šćitna |